# The Hits (MC Hammer)
The Hits è una raccolta di MC Hammer, pubblicata nel 2000.

## Tracce
1. U Can't Touch This
2. Addams Groove
3. Too Legit Too Quit
4. This Is The Way The Way Roll
5. Pray
6. Turn This Mutha Out
7. Gaining Momentum
8. Do Not Pass Me By
9. Let's Get It Started
10. They Put Me In the Mix
11. Black Is Black
12. Help The Children
13. Pump It Up (Here's the News)
14. Have You Seen Her
15. U Can't Touch This (Club Version)
16. Feel My Power
17. Yo!! Sweetness